# 上原兼善
上原 兼善（うえはら けんぜん、1944年 - ）は、日本史学者、岡山大学名誉教授。

## 人物
沖縄県生まれ。1967年琉球大学文学部卒、1973年九州大学大学院文学研究科歴史学博士課程後期中退。2001年「幕藩制形成期における琉球支配の研究」で文学博士（九州大学）。
1974年九州大学文学部助手、1979年宮崎大学教育学部助教授、1981年岡山大学教育学部助教授、1996年教授、2009年定年退職、特任教授、2010年名誉教授。2017年『近世琉球貿易史の研究』で角川源義賞受賞。

## 著書
- 『鎖国と藩貿易 薩摩藩の琉球密貿易』八重岳書房　1981
- 『幕藩制形成期の琉球支配』吉川弘文館 2001
- 『島津氏の琉球侵略 もう一つの慶長の役』榕樹書林 琉球弧叢書 2009
- 『「名君」の支配論理と藩社会 池田光政とその時代』清文堂出版 2012
- 『近世琉球貿易史の研究』岩田書院 近世史研究叢書 2016
- 『黒船来航と琉球王国』名古屋大学出版会 2020

### 共著・監修
- 『南島の風土と歴史』大城立裕,仲地哲夫共著 山川出版社 1978
- 『目で見る井原・笠岡の100年』太田健一共監修 郷土出版社 2000
- 『目で見る倉敷・総社の100年』太田健一共監修 郷土出版社 2000
- 『目で見る新見・高梁の100年』太田健一共監修 郷土出版社 2000
- 『目で見る美作の100年』太田健一共監修 郷土出版社 2000
- 『目で見る岡山・玉野の100年』太田健一共監修 郷土出版社 2001
- 『目で見る備前の100年』太田健一共監修 郷土出版社 2001
- 『沖縄県の百年』金城正篤,秋山勝, 仲地哲夫,大城将保共著 山川出版社 県民100年史 2005
- 『図説美作の歴史』監修 郷土出版社 岡山県の歴史シリーズ　2008

## 論文
- <上原兼善